# Croton terminalis
Croton terminalis är en törelväxtart som beskrevs av Vell.. Croton terminalis ingår i släktet Croton och familjen törelväxter. Inga underarter finns listade i Catalogue of Life.